# Araneum sigma
Araneum sigma is een zakpijpensoort uit de familie van de Cionidae. De wetenschappelijke naam van de soort werd in 1973 voor het eerst geldig gepubliceerd door Claude en Françoise Monniot.